# Bergenia scopulosa
Bergenia scopulosa är en stenbräckeväxtart som beskrevs av T.P. Wang. Bergenia scopulosa ingår i släktet bergenior, och familjen stenbräckeväxter. Inga underarter finns listade i Catalogue of Life.